# NGC 488
NGC 488 ist eine Spiralgalaxie vom Hubble-Typ Sb im Sternbild Fische auf der Ekliptik. Sie ist schätzungsweise 105 Millionen Lichtjahre von der Milchstraße entfernt und hat einen Durchmesser von etwa 150.000 Lichtjahren. Sie ist das hellste Mitglied der NGC 488-Gruppe (LGG 21). 
Die Supernovae SN 1976G und SN 2010eb (Typ-Ia) wurden hier beobachtet.
Das Objekt wurde am 13. Dezember 1784 von dem deutsch-britischen Astronomen William Herschel entdeckt.

## NGC 488-Gruppe (LGG 21)
| Galaxie  | Alternativname | Entfernung/Mio. Lj |
| -------- | -------------- | ------------------ |
| NGC 485  | PGC 4921       | 104                |
| NGC 488  | PGC 4946       | 105                |
| NGC 490  | PGC 4973       | 103                |
| PGC 4827 | UGC 871        | 100                |
| PGC 4862 | UGC 882        | 108                |
| PGC 4885 | UGC 888        | 113                |
| PGC 5101 | UGC 942        | 108                |